# Volley Treviso 1994-1995

## Risultati ottenuti

### In Italia
- Serie A1: perde in finale contro la Daytona Las Modena
- Coppa Italia: perde in finale contro la Daytona Las Modena

### In Europa
- Coppa dei Campioni: vincitore contro l'Edilcuoghi Ravenna
- Supercoppa europea: vincitore contro il Edilcuoghi Ravenna